# María del Carmen Mazarío
María del Carmen Mazarío Coleto fue una investigadora española, conocida por sus trabajos sobre las figuras de Isabel de Portugal y Carlos I. Destacó por la investigación sobre fuentes primarias de la Edad Moderna de los principales archivos españoles, siendo citada por otros especialistas en historia mientras estuvo en activo y hasta el día de hoy.

## Trayectoria
Se licenció en Historia por la Universidad de Valladolid y, en 1946, convalidó sus estudios en la Universidad de Lisboa. Al menos hasta 1953, consultó con asiduidad los fondos del Archivo Histórico Nacional, en Madrid y del Archivo General de Simancas, en Valladolid.
Defendió su tesis sobre Isabel de Portugal, figura de cuyo estudio y análisis fue una de las primeras investigadoras, en 1946. Cinco años después, su texto fue publicado por la Escuela de Historia Moderna del Consejo Superior de Investigaciones Científicas (CSIC). La relevancia de sus estudios fue reconocida por investigadores posteriores como Marion Reder Gadow, Catedrática de Historia Moderna de la Universidad de Málaga, que reconoce, entre otras cuestiones, el interés de que la investigadora incluyera como apéndice en su tesis la correspondencia cruzada entre Isabel de Portugal y Carlos V; más de cien cartas que se intercambiaron cuando la emperatriz fue lugarteniente de los Reinos. También el historiador José María Jover Zamora, Premio Nacional de Historia de España en 1981, estudió estas cartas para escribir su obra titulada Carlos V y los españoles, y publicada en 1985. 
Miembro de la Institución Teresiana, Mazarío fue una de las autoras más prolíficas de la Revista de la Institución Teresiana en España entre los años 1944 y 1963, publicación en la que también escribieron otras autoras como la pedagoga y primera catedrática de la universidad española Ángeles Galinoo la maestra y articulista María de Echarri, ambas miembros de la misma institución.

## Publicaciones (selección)
- 1946 – Isabel de Portugal: emperatriz y reina de España. Tesis doctoral. Madrid: Universidad Complutense de Madrid.
- 1951 – Isabel de Portugal, emperatriz y reina de España. Madrid: Universidad Complutense de Madrid. Seminario de Historia Moderna y Consejo Superior de Investigaciones Científicas.
- 1951 – “De cuando España vivía unida al Imperio”. Hispania. Revista Española de Historia. Madrid: CSIC, nº.43, pp. 233-256. ISSN 0018-2141.[5]

- 2020 – “Un soñador para el pueblo”. Crítica. Madrid: Fundación Castroverde, nº.1057, pp. 54-55. ISSN 1131-6497.

## Reconocimientos
En 2020, Mazarío fue incluida en el proyecto de la Subdirección General de Archivos Estatales titulado "Mujeres Investigadoras en los Archivos Estatales (1900-1970)", y que se encuentra en el Portal de Archivos Españoles (PARES). Esta iniciativa fue impulsada por el Ministerio de Cultura con el objetivo es reconocer y poner en valor las contribuciones de aquellas mujeres que desarrollaron investigaciones en los diferentes archivos estatales a principios del siglo XX.